# Циклогексадекан
Циклогексадекан (Cyclohexadecane) — органическое вещество класса циклоалканов. Химическая формула — C16H32.
В природе встречается в составе нефти, в некоторых растениях, и также в качестве структурной основы ряда антибиотиков-макролидов, в частности — спирамицина.

## Физические свойства
Твердое вещество при комнатной температуре. Температура плавления, по разным данным, от 57 до 61 °C.
Имеет совершенно ненапряжённую конформационную структуру.